# Сефер
Сефер (на сръбски: Сефер или Sefer; на албански: Sefer) е село в Югоизточна Сърбия, Пчински окръг, община Прешево.

## Население
Албанците в община Прешево бойкотират проведеното през 2011 г. преброяване на населението.
Според преброяването на населението от 2002 г. селото има 57 жители.

### Етнически състав
Данните за етническия състав на населението са от преброяването през 2002 г.
- албанци – 57 жители (100%)

## Личности
Родени в Сефер
- Идриз Сефери (1847 – 1927), албански революционер